# Ашдод (футбольний клуб)
«Ашдод» (івр. מועדון ספורט אשדוד) — ізраїльський футбольний клуб з однойменного міста, заснований 1999 року.

## Історія
Клуб був створений 1999 року шляхом об'єднання двох міських футбольних клубів — «Хапоель» (Ашдод) і «Маккабі Іроні» (Ашдод). У перші роки після об'єднання клубів колір форми був повністю синій, але коли Хаїм Ревіво зайняв в клубі одну з провідних ролей, кольори клубу помінялися на червоний і жовтий. Деякі скептики вважають, що це пов'язано з його кар'єрою в турецькому клубі «Галатасарай», проте офіційна версія полягає в тому, що кольори відповідають основним кольором колишнього «Хапоеля» (червоний) і колишнього «Маккабі» (жовтий і синій).
Об'єднання клубів не принесло одразу позитивних результатів. Перший час вболівальники були розчаровані. У сезоні 2004/05 клуб досяг найвищого успіху — третього місця в чемпіонаті, і завдяки цьому отримав право представляти Ізраїль в розіграші Кубка УЄФА. Не менш важливим для команди виявився і вихід у фінал місцевого Кубка Тото, де вона зазнала поразки в серії післяматчевих пенальті. Перший досвід клубу в європейському континентальному кубку виявився невдалим, оскільки у другому кваліфай-раунді кубка УЄФА 2005/06 команда поступилася срібному призеру чемпіонату Словенії «Домжале».
За підсумками сезону 2014/15 клуб покинув вищу лігу, але за один сезон зумів повернутися у вищий дивізіон, ставши переможцем Національної ліги у 2015/16 роках.

## Відомі гравці
- Єгор Філіпенко
- Сергій Кандауров
- Димитар Макрієв
- Семюель Аджей
- Жан-Жак Госсо
- Ефе Емброуз